# Cova de les Gralles

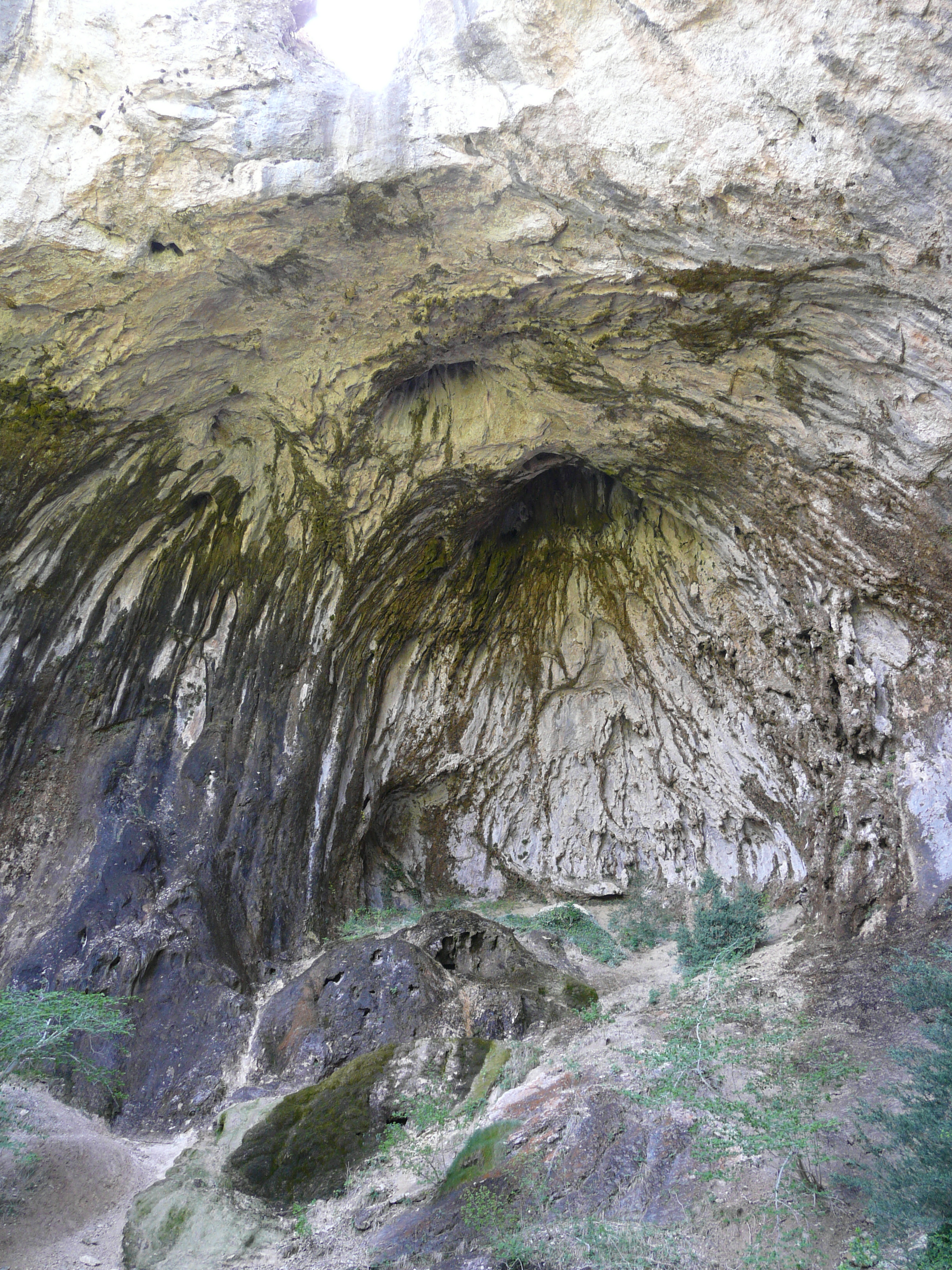
Interior de la cova de les gralles

És un abric rocós de la localitat de Capafonts. Té uns 52 metres d'amplada, 31 metres de profunditat i uns 30 metres d'alçada. Quan plou, el riu de l'Horta crea una cascada temporal, creant un toll d'aigua al seu peu.